# Refugi d'Artiga de Lin
El refugi d'Artiga de Lin és un refugi de muntanya dins el municipi de Vielha e Mijaran (Vall d'Aran) a 1.465 m d'altitud a la capçalera de la vall deth Joeu. S'hi arriba en vehicle des d'Es Bòrdes, seguint la carretera de muntanya direcció a Artiga de Lin d'uns 10 km. És el lloc on fan la primera parada els que volen fer l'ascensió a l'Aneto.